# Citorus brevistilus
Citorus brevistilus är en insektsart som beskrevs av Macgillivray 1986. Citorus brevistilus ingår i släktet Citorus och familjen dvärgstritar. Inga underarter finns listade i Catalogue of Life.